# سلطة دبي للخدمات المالية
سلطة دبي للخدمات المالية، هي هيئة تنظيمية مستقلة تقدم خدمات إضافية من خلال مركز دبي المالي العالمي، وتهدف إلى إنشاء قاعدة خدمات مالية للمنطقة الحرة الخاصة بإمارة دبي. تتوقع سلطة دبي للخدمات المالية من الهيئات العاملة داخل مركز دبي المالي العالمي التقييد والامتثال بالأحكام والقوانين التنظيمية والتي من شأنها أن تنعكس على صناعة الخدمات المالية، والانصياع إلى المعايير اللازمة للعمل داخل هذا المركز. وفي حال تخلف أي من الجهات العاملة داخل المركز بتطبيق اللوائح العامة، فإن السلطة ستتخذ التدابير القانونية اللازمة.
تم تفويضها لإجراء التحقيقات اللازمة والحصول على السجلات والدفاتر المحاسبية اللازمة، بالإضافة إلى استجواب الأفراد وإخضاعهم لتأدية اليمين إذا دعت الحاجة لذلك. هذا وتخول السلطة بإحالة أي سلوك يعتقد بأنه مخالفاً للقانون الجنائي إلى السلطات المحلية أو الفيدرالية أو الدولية. هذا وتستخدم السلطة عموماً، صلاحياتها عند الضرورة لتحقيق أهدافها ولضمان شرعية الأنشطة التي يمارسها العاملين داخل مركز دبي المالي العالمي.

## مجلس الإدارة
يتم تعيين كافة أعضاء مجلس إدارة سلطة دبي للخدمات المالية من قبل رئيس مركز دبي المالي العالمي الشيخ مكتوم بن محمد بن راشد آل مكتوم، وذلك لمدة تبلغ 3 سنوات ويتألف المجلس من 8 أعضاء وجميعهم باستثناء الرئيس التنفيذي أعضاء مستقلون غير تنفيذيين. وهم خبراء رواد في مجال القانون والأعمال والتنظيم وقد سبق لهم العمل في أهم مناطق الاختصاص المالية العالمية.

### أعضاء مجلس الإدارة
يتألف مجلس الإدارة من :
فاضل عبد الباقي العلي رئيس مجلس الإدارة
إيــان جـونـسـتـون الرئيس التنفيذي
جمعة ثاني الهاملي الرئيس التنفيذي
مارك ستيوارد الرئيس التنفيذي
جولي ديكسون عضو مجلس إدارة
سابين لوتنشلاجر عضو مجلس ادارة
السيد/ عبدالله شرفي عضو مجلس إدارة
روبـيـرت كـيـلـي عضو مجلس إدارة
روبـيـرت أوفيل عضو مجلس إدارة
جافان هيربيرج كيه سي عضو مجلس إدارة
سوك كونج تشوا عضو مجلس إدارة
أندرو بروكتر عضو مجلس إدارة

## روابط خارجية
الموقع الرسمي لسلطة دبي للخدمات المالية